# Challenger ATP Cachantún Cup
O Cachantún Cup (ATP) é um torneio profissional de tênis jogado em quadras de saibro vermelho ao ar livre. Faz parte da Associação de Tenistas Profissionais (ATP) Challenger Tour. Foi realizado anualmente em Providencia, Chile, de 2005 a 2009. O torneio, em seguida, mudou-se para Santiago.